# Servilii
Légende :
♦Patricien, ♦Plébéien, ♦Consulaire, ♦Sénatorial, ♦Équestre
Gens et Liste des gentes romaines
Les Servilii sont les membres de la gens romaine Servilia qui se compose de branches patriciennes et d'une branche plébéienne. Ils occupent de hautes magistratures tout au long de la République romaine. Leurs principaux cognomina sont Ahala, Caepio, Geminus et Priscus Structus pour les patriciens, et Vatia, Casca et Rulius pour les plébéiens.
Selon la tradition rapportée par Tite-Live, les Servilii, ou du moins leurs branches patriciennes, seraient originaires d'Albe la Longue.

## Membres sous la République

### Branches patriciennes

#### LesServilii Prisci Structi
- Publius Servilius, (v.-570 - ?);
  - Publius Servilius Priscus Structus, (v.-550 - ap.-493), consul en 495 av. J.-C.
    - Caius Servilius Structus Ahala, (v.-530 - -478), consul en 478 av. J.-C.
      - → Servilii Ahalae

    - Spurius Servilius Priscus Structus, (v.-525 - ap.-475), consul en 476 av. J.-C.
      - Quintus Servilius Priscus, (v.-508 - ap.-459), consul en 468 et 466 av. J.-C.
      - Publius Servilius Priscus, (v.-505 - -463), consul en 463 av. J.-C.
        - Quintus Servilius Structus Priscus Fidenas, (v.-470 - -390), dictateur en 435 et 418 av. J.-C.
          - Quintus Servilius Fidenas, (v.-445 - ap.-386), tribun consulaire en -402, -398, -395, -390, -388 et -386;
            - Quintus Servilius Fidenas, (v.-420 - ap.-369), tribun consulaire en -382, -378 et -369;

        - Caius Servilius Structus, (v.-465 - ?);
          - Caius Servilius Structus, (v.-435 - ?);
            - Spurius Servilius Structus, (v.-410 - ap.-368), tribun consulaire en 368 av. J.-C.

  - Quintus Servilius Priscus Structus, (v.-540 - ap.-494), maître de cavalerie en 494 av. J.-C.

#### LesServilii Ahalae
- Voir plus haut → Servilii Prisci Structi
  - Caius Servilius Structus Ahala, (v.-530 - -478), consul en 478 av. J.-C.
    - Caius Servilius Ahala, (v.-495 - ap.-439), maître de cavalerie en 439 av. J.-C.
    - Quintus Servilius, (v.-490 - ?);
      - Publius Servilius Ahala, (v.-470 - ?);
        - Caius Servilius Structus Ahala, (v.-450 - ap.-402), tribun consulaire en 408, 407 et 402 av. J.-C. et maître de cavalerie en 408 av. J.-C.
          - ? Caius Servilius Ahala, (v.-420 - ap.-389), maître de cavalerie en 389 av. J.-C.

      - Caius Servilius Structus Ahala, (v.-465 - ap.-417), consul en 427 av. J.-C. et maître de cavalerie en 418 av. J.-C.
        - → Servilii Caepiones

      - Quintus Servilius Ahala, (v.-460 - ?);
        - Quintus Servilius Ahala, (v.-430 - ?);
          - Quintus Servilius Ahala, (v.-405 - ap.-342), consul en 365, 362 et 342 av. J.-C., au début de la première guerre samnite, dictateur en 360 av. J.-C.
- Caius Servilius Tucca, consul en 284 av. J.-C.

#### LesServilii Caepiones
Les Servilii Caepio sont les descendants de Caius Servilius Structus Ahala, consul en 427 av. J.-C.
- Cnaeus Servilius, (v.-345 - ?);
  - Cnaeus Servilius, (v.-325 - ?);
    - Cnaeus Servilius Caepio, (v.-295 - ap.-253), consul en 253 av. J.-C. ;
      - Cnaeus Servilius Caepio, (v.-270 - ?);
        - Cnaeus Servilius Caepio, (v.-245 - -174), consul en 203 av. J.-C. ;
          - Cnaeus Servilius Caepio, (-212 - ap.-168), consul en 169 av. J.-C. ;
            - Cnaeus Servilius Caepio, (v.-186 - ap.-125), consul en 141 av. J.-C. et censeur en 125 av. J.-C.;
              - Cnaeus Servilius Caepio, (v.-155 - v.-105), questeur;
                - Servilia, (v.-105 - ?), épouse d'Appius Claudius Pulcher;

              - Quintus Servilius Caepio, (v.-150 - v.-100), consul en 106 av. J.-C.;
                - Quintus Servilius Caepio, (v.-130 - -90), proconsul en 90 av. J.-C.
                  - Quintus Servilius Caepio, (v.-105 - ap.-58);
                  - Servilia, (v.-100 - ap.-42), épouse de Marcus Junius Brutus puis de Decimus Iunius Silanus;
                  - Servilius Caepio, (v.-98 - -67), questeur en -67;
                    - Servilia, (v.-78 - ap.-49), épouse de Lucius Licinius Lucullus:

                - Servilia, (v.-125 - v.-95), épouse de Lucius Livius Drusus;

              - Servilia, (v.-145 - ap.-70), épouse de Lucius Lutatius Catulus;

            - Quintus Fabius Maximus Servilianus, (v.-184 - ap.-120), consul en -142, fils adoptif de Quintus Fabius Maximus;
            - Quintus Servilius Caepio, (v.-183 - ap.-138), consul en 140 av. J.-C. ;

  - Quintus Servilius, (v.-320 - ?);
    - Quintus Servilius Geminus, (v.-295 - ?);
    - Publius Servilius Geminus, (v.-295 - ap.-248),
      - → Servilii Gemini

#### LesServilii Gemini
- Voir plus haut → Servilii Caepiones
  - Publius Servilius Geminus, (v.-295 - ap.-248), consul en 252 et 248 av. J.-C. ;
    - Caius Servilius Geminus, (v.-268 - -216), consul en 217 av. J.-C. ;
    - Caius Servilius Geminus, (v.-265 - ap.-203), devint plébéiens;
      - Caius Servilius Geminus, (v.-246 - -180), consul en -203;
        - ? Marcus Servilius, (v.-210 - ?);
          - Caius Servilius, (v.-170 - ?), triumvir monétaire vers -136;

      - Marcus Servilius Pulex Geminus, (v.-245 - ap.-167), maître de cavalerie en 203 av. J.-C. , consul en 203 202 av. J.-C. et enfin dictateur en 202 av. J.-C. ;
        - Marcus Servilius, (v.-210 - ap.-170), pontife en -170;
          - ? Marcus Servilius, (v.-185 - ?);
            - Caius Servilius Vatia, (v.-160 - ap.-102), triumvir monétaire vers -127, préteur, augur en -102;
              - → Servilii Vatia Isaurici

### Branche plébéienne
- Voir plus haut → Servilii Gemini
  - Caius Servilius Vatia, (v.-160 - ap.-102), triumvir monétaire vers -127, préteur, augur en -102;
    - Caius Servilius, (v.-138 - ap.-102), préteur en -102;
      - Caius Servilius, (v.-110 - ?);
        - Caius Servilius, (v.-90 - ap.-57), triumvir monétaire en -57;
          - ? Caius Servilius, (v.-70 - ?);
            - Marcus Servilius, (v.-40 - ?), consul suffect sous Auguste;

          - Marcus Servilius, (v.-70 - ap.-42), tribun de la plèbe en -43;
            - Marcus Servilius, (v.-40 - ap.20), consul en 3;
              - Marcus Servilius Nonianus, (v.-10 - 59), consul en 35, proconsul d'Afrique;
                - (Servilia) Considia, (v.20 - ?), épouse de Quintus Marcius Barea Soranus;

              - ? (Servilia), épouse de Marcus (Aedius Celer);

    - Publius Servilius Vatia Isauricus, (v.-134 - ap.-44), consul en 79 av. J.-C. et censeur en 55 av. J.-C. ;
      - Publius Servilius Vatia Isauricus, (v.-92 - ap.-41), consul en 48 et 41 av. J.-C.
        - Publius Servilius Vatia, (v.-55 - av.35), préteur en -25;
          - Servilius Vatia, (v.-20 - ap.35), préteur;
            - (Servilius Vatia), (v.10 - ?);
              - Plotia Servilia Isaurica, (v.30 - ap.100), épouse de Cnaeus Arrius Antoninus;

        - Servilia, (-55 - -30), épouse de Marcus Aemilius Lepidus;

#### Servilii Casca
- Caius Servilius Casca, (v.-240 - ap.-212), tribun de la plèbe en -212;
  - ? (Servilius Casca), (v.-215 - ?);
    - ? (Servilius Casca), (v.-180 - ?);
      - ? (Servilius Casca), (v.-150 - ?);
        - ? (Servilius Casca), (v.-120 - ?);
          - Caius (Servilius) Casca, (v.-85 - ap.-44), tribun de la plèbe en -44;

        - ? Servilius Casca, (v.-120 - ?);
          - Publius Servilius Casca Longus, (v.-84 - -42), tribun de la plèbe en -43;
          - Caius Servilius Casca, (v.-80 - -42);

## Membres sous le Principat

### Servilii Pudens
- Quintus S(ervilius P)ude(ns), (v.45 - ap.77), légat du proconsul d'Afrique;
  - ? Quintus Servilius Pudens, (v.75 - ap.139), légat du proconsul de Bithynie;
    - ? (Servilius Pudens), (v.100 - ?);
      - Quintus Servilius Pudens, (v.125 - ap.182), consul en 166;
        - Quintus Servilius Pudens, (v.150 - ap.182);

### Servilii Silani
Les Servilii Silani sont originaire d'Hippone, en Afrique.
- (Servilius Silanus), (v.90 - ?);
  - Marcus Servilius Silanus, (v.110 - ap.188), consul II en 188;
  - ? (Servilius Silanus), (v.120 - ?);
    - ? Quintus Servilius Silanus, (v.155 - 190/2), consul en 189;

### Servilii Fabiani
Les Servilii Fabiani sont originaire d'Aquilée, ils sont inscrits dans la tribu Horatia.
- Quintus (Servilius), (v.90 - ?);
  - Marcus Servilius Fabianus Maximus, (v.115 - ap.166), consul suffect en 158;

### Autres
- Caius Servilius Marsus, (v.230 - ap.268), consul suffect